# Ontogeni

Ontogeni är utvecklingen under perioden mellan befruktning och könsmognad. Under denna period växer djuret till i storlek och får sin slutliga form. Forskning om ontogenin ingår i utvecklingsbiologin. 
Det finns tydliga likheter mellan embryon av olika arter, särskilt i några av de tidigare stadierna. Enligt Ernst Haeckels numera förkastade rekapitulationsteori gällde att ”ontogenin rekapitulerar fylogenin” (artens evolutionära bakgrund), det vill säga att embryot i sin utveckling visar upp formerna för alla artens vuxna förfäder, i rätt ordning. Denna tanke fick på sin tid stort genomslag och lever fortfarande kvar hos icke-biologer.

## Ontogeni i kulturen
August Strindberg, som var intresserad av alkemi spekulerar i Antibarbarus om mineralernas ontogeni och om silver, när det smälter, genomgår stadierna i sin fylogeni. Han hänvisar på nytt till detta i Inferno.
I filmen Creature av Peter Benchley är frasen ”ontogenin rekapitulerar fylogenin” en ledtråd till monstrets ursprung.